# Françoise Forton
Françoise Forton (Rio de Janeiro, 8 luglio 1957 – Rio de Janeiro, 16 gennaio 2022) è stata un'attrice brasiliana di origini francesi.

## Biografia
Fu attrice cinematografica ma soprattutto televisiva, partecipando a telenovelas di successo come Estúpido Cupido, O clone e Uga-Uga.
Sposò Ênio Viotti e da questo matrimonio, durato quattro anni, nacque il suo unico figlio Guilherme. Durante questo periodo era nota come Françoise Forton Viotti. Nel 2014 passò a nuove nozze con Eduardo Barata.

## Filmografia

### Cinema
- Marcelo Zona Sul, regia di Xavier de Oliveira (1970)
- Relatório de Um Homem Casado (1974)
- O Sósia da Morte (1975)
- Jardim de Alah, regia di David Neves (1988)
- Manobra Radical (1991)
- Araguaya - A Conspiração do Silêncio, regia di Ronaldo Duque (2004)
- Léo e Bia (2010)

### Televisione
- A Última Valsa - telenovela (1969)
- A Grande Família - serie TV (1973)
- Fogo sobre Terra - telenovela TV (1974)
- O Grito - telenovela (1975)
- Cuca Legal - telenovela (1975)
- Estúpido Cupido - teleovela (1976)
- Casa de Irene - serie TV (1983)
- Sabor de Mel - telenovela (1983)
- Bebê a Bordo - telenovela (1988)
- Tieta (1989)
- Meu Bem, Meu Mal - telenovela (1990)
- O Portador - miniserie TV (1991)
- Perigosas Peruas - telenovela (1992)
- Sonho Meu - telenovela (1993)
- Quatro por Quatro - telenovela (1994)
- Explode Coração - telenovela (1995)
- Anjo de Mim - telenovela (1996)
- Por Amor - telenovela (1997)
- Labirinto - miniserie (1998)
- Uga-Uga -  telenovela (2000)
- O clone - telenovela (2001)
- O Quinto dos Infernos - miniserie TV (2002)
- Kubanacan - telenovela (2003)
- Seus Olhos - telenovela (2004)
- Os Ricos Também Choram - telenovela (2005)
- Ciudadão brasileiro - telenovela (2006)
- Luz do Sol - telenovela (2007)
- Caminhos do Coração - telenovela (2008)
- Mutantes: Promessas de Amor - telenovela (2009)
- Ribeirão do Tempo - telenovela (2010)
- Amor à vida - telenovela (2013)
- As Canalhas - serie TV (2014)
- Sexo e as Negas - serie TV (2014)
- I Love Paraisópolis - telenovela (2015)
- Tempo de Amar - telenovela (2017)